# Timbedra
Timbedra (ou Timbedgha, Tembedra) est une ville et une commune urbaine du sud-est de la Mauritanie, située dans la région du Hodh Ech Chargui, sur la route de l'Espoir, entre Ayoun el-Atrouss et Néma et à proximité de la frontière avec le Mali. C'est le chef-lieu du département de Timbedra.

## Histoire
Timbedra fut fondé vers 1904, lors de la colonisation française, par des membres de la famille Ehel Med Mahmoud de la tribu de Mechdhouv (Ehl Mhaymid).[réf. nécessaire]